# 루이스 마르틴스
루이스 카를루스 라무스 마르틴스(Luís Carlos Ramos Martins, 1992년 6월 10일, 라메구 ~)는 포르투갈의 축구 선수로, 현재 메이저 리그 사커의 스포팅 캔자스시티에서 레프트 백으로 활약하고 있다.

## 클럽 경력
마르틴스는 2011-12 시즌 SL 벤피카의 1군으로 승격되었다. 2011년 11월 2일, 그는 UEFA 챔피언스리그 2011-12 C조 4차전 FC 바젤과의 경기에서 60여분간 출전하여 공식 데뷔전을 치루었다. 경기는 1-1 무승부로 종료되었다.

## 국가대표 경력
마르틴스는 일리디우 발레 U-20 국가대표 감독에 의해 발탁되어 2011년 FIFA U-20 월드컵에 참가하여, 포르투갈이 결승전까지 진출하는데 뛰어난 수비력을 보여주었다. 그러나 포르투갈은 결승전에서 브라질에 패하여 준우승에 머물렀다.